# Blaricummerheide
De Blaricummerheide is een heidegebied van ongeveer 59 ha onder beheer van het Goois Natuurreservaat en ligt op het grondgebied van Blaricum, tussen de Rijksweg 1 en de zandweg Oude Naarderweg. In het heidegebied ligt een grote kuil van 11 ha die in 1927 is ontstaan door grondwinning voor de aanleg van de oude weg tussen Amsterdam en Amersfoort (waar nu de A1 ligt).
In het noorden grenst het gebied aan de Tafelbergheide.
De aanwezige leemkuilen ontstonden door het afgraven van keileem, zand en grint. De schaapskooi uit 1990 brandde in 2008 tot de grond toe af na brandstichting. Bij de herbouwde schaapskooi bevindt zich een kunstwerk van Cees van Swieten.